# Kochánovické rybníky a tůně
Kochánovické rybníky a tůně este o arie protejată (arie specială de conservare — SAC, sit de importanță comunitară — SCI) din Republica Cehă întinsă pe o suprafață de 19,42 ha, integral pe uscat.

## Localizare
Centrul sitului Kochánovické rybníky a tůně este situat la coordonatele 49°54′08″N 15°46′48″E / 49.902222°N 15.78°E.

## Înființare
Situl Kochánovické rybníky a tůně a fost declarat sit de importanță comunitară în mai 2016 pentru a proteja 2 specii de animale. Situl a fost protejat și ca arie specială de conservare în septembrie 2018.

## Biodiversitate
Situată în ecoregiunea continentală, aria protejată nu include niciun habitat protejat.
La baza desemnării sitului se află mai multe specii protejate de  amfibieni (2): buhai de baltă cu burta roșie (Bombina bombina), triton cu creastă (Triturus cristatus).